# Discreet Music
Discreet Music (с англ. — «сдержанная музыка») — четвёртый студийный альбомом британского музыканта Брайана Ино, записанный в 1975 году. В то время как его более ранний альбом (No Pussyfooting), записанный с Робертом Фриппом, и несколько композиций из альбома Another Green World только отчасти выполнены в похожем на Discreet Music стиле, этот альбом ознаменовал собой четкое движение по направлению к развитию жанра эмбиент, которое в итоге разрешилось в знаменитой работе 1978 года Ambient 1: Music for Airports. Также это первый альбом Ино, который он выпустил под именем «Brian Eno». В своих предыдущих работах он представлялся просто как «Eno».

## Предпосылки и запись
Концепция эмбиент-музыки Брайана Эно основывается на идее композитора Эрика Сати под названием «меблировочная музыка». Такая музыка не предполагает, что внимание слушателя будет сконцентрировано на ней целиком. По задумке композитора, эта музыка предназначена для того, чтобы дополнить атмосферу пространства, в котором исполняется. Подобно тому, как произведения Сати могли «смешаться со звуком ножей и вилок за обедом», Discreet Music создавался для того, чтобы стать звуковым фоном для различных ситуаций.

Вдохновение для написания альбома пришло к Ино, когда он лежал в госпитале после автокатастрофы. Как-то раз к нему в руки попала пластинка с сочинениями для арфы XVIII века. Он поставил запись и лег в кровать, но только после этого обратил внимание, что музыка была настолько тихой, что её едва ли можно было расслышать. Будучи в плохом состоянии после аварии, у Ино не хватило сил, чтобы подняться и увеличить громкость на проигрывателе. Однако позже Ино отмечал, что этот инцидент научил его новому способу восприятия музыки: 
Для меня это был совершенно новый опыт прослушивания. Музыка стала частью окружающей среды, подобно свету или звуку дождя.
Также этот альбом является экспериментом в области алгоритмического, генеративного написания музыкального произведения. Ино попробовал исследовать способ написания музыки, привлекающий наименьшее вмешательство со стороны композитора. Николь В. Гейн описала альбом как «минималистскую работу с использованием ленточного эффекта задержки и синтезатора», которая привела к дальнейшим экспериментам Ино в области эмбиента.
Процесс записи альбома можно найти в официальном приложении к копии альбома.
Первая половина альбома — это тридцать минутный фрагмент под названием «Discreet Music». Он начинается с двух фраз различной длины, воспроизводимых с цифрового секвенсора, встроенного в синтезатор EMS Synthi AKS, что на тот момент было экзотикой. Этот сигнал пропускался через графический эквалайзер, что позволяло время от времени менять его тембр. Перед тем, как сигнал записывался на магнитофон, к нему применялся эффект задержки. Магнитная лента первого магнитофона передавалась к приемной катушке второй магнитофона. Выходной сигнал второго магнитофона подавался обратно на первый магнитофон. Таким образом происходило наложение сигнала. Такая «пленочная петля» ранее использовалась Фриппом и Ино в их альбоме (No Pussyfooting) и вскоре стала известна как «фриппертроника».
Вторая половина альбома — три пьесы под общим названием «Три вариации на канон в ре мажоре Иогана Пахельбеля». Эти три пьесы были исполнены ансамблем Cockpit Ensemble. В качестве дирижёра выступил Гэвин Бряарс, который также помог Ино с аранжировкой этих пьес. Участникам ансамбля были выданы краткие отрывки из партитуры, которые повторялись по несколько раз. Наряду с этим, музыкантам были даны указания постепенно изменять ритм и другие элементы произведения. Три названия пьес были выбраны из неточно переведенных с французского на английский комментариев к записи исполнения канона оркестром, которым руководил Жан Франсуа Пайяр..

## Выпуск
Discreet Music был одним из четырёх релизов, вышедших одновременно на новом лейбле Ино Obscure Records.
Этот альбом был перевыпущен на лейбле Virgin. На всех копиях, которые были выпущены на CD, минута тишины отделяет заглавный трек Discreet Music из первой части альбома от вариаций на канон Пахельбеля из второй части альбома.

## Отзывы и наследие
Trouser Press описала альбом как "поразительный и надолго остающийся в памяти, наполненный красотой и одновременно вызывающий мрачные ощущения, напоминающий музыку минималистов, таких как Стивен Райх и Филип Гласс.
Discreet Music был один из любимых альбомов Дэвида Боуи, что впоследствии привело к тому, что Ино помогал Боуи работать над его Берлинской Трилогией.
На сороковую годовщину, случившуюся в 2015 году, канадский музыкальный ансамбль Contact все пьесы из альбома на классических музыкальных инструментах.

## Участники записи
Музыканты
- Брайана Ино — синтезаторы, продюсер, фотограф
- Гэвин Бряарс — аранжировщик, дирижёр на стороне «B»
- The Cockpit Ensemble — исполнители на стороне «B»

Технический персонал
- Саймон Хейворт — мастеринг
- Питер Келси — звукорежиссёр
- Джон Бонис — дизайнер обложки
- Эндрю Дэй — редизайн